# ديك سلايتون
ديك سلايتون (بالإنجليزية: Deke Slayton)‏ (و. 1924 – 1993 م) هو ضابط، وطيار، ورائد فضاء، وكاتب سير ذاتية من الولايات المتحدة الأمريكية . ولد في سبارتا . تولى منصب Chief of the Astronaut Office (1 سبتمبر 1962–31 أكتوبر 1963) .
توفي في ليغ سيتي، تكساس .بسبب ورم المخ .

## ريادة الفضاء
شارك في المهمات الفضائية:
- مشروع أبولو-سويوز التجريبي.

## التعليم
تعلم في جامعة مينيسوتا، وU.S. Air Force Test Pilot School

## الخدمة العسكرية
خدم في القوات الجوية الأمريكية.

## جوائز
حصل على جوائز منها:
- وسام الجو.

## روابط خارجية
- ديك سلايتون على موقع IMDb (الإنجليزية)
- ديك سلايتون على موقع الموسوعة البريطانية (الإنجليزية)
- ديك سلايتون على موقع مونزينجر (الألمانية)
- ديك سلايتون على موقع إن إن دي بي (الإنجليزية)
- ديك سلايتون على موقع قاعدة بيانات الفيلم (الإنجليزية)